# Macrosteles huangxionis
Macrosteles huangxionis är en insektsart som beskrevs av Kuoh 1981. Macrosteles huangxionis ingår i släktet Macrosteles och familjen dvärgstritar. Inga underarter finns listade i Catalogue of Life.